# Revue de métallurgie
Revue de Métallurgie (abrégé en Rev. Metall.) est une revue scientifique mensuelle à comité de lecture qui publie des articles concernant le domaine de la métallurgie.
D'après le Journal Citation Reports, le facteur d'impact de ce journal était de 0,118 en 2009. En 2013, les directeurs de publication sont Robert Alberny et Jean-Marc Steiler.

## Histoire
Le journal est créé en 1904 par Henri Le Chatelier.